# Голицын, Дмитрий Дмитриевич
Князь Дми́трий (Августи́н) Дми́триевич Голи́цын (1770—1840) — католический священник из рода Голицыных, за свою миссионерскую деятельность в Северной Америке прозванный «апостолом Аллеган».

## Биография
Дмитрий Голицын родился 22 декабря 1770 года в Гааге; сын князя Дмитрия Алексеевича Голицына (посла Российской империи во Франции и Нидерландах) и Амалии фон Шметтау — дочери прусского генерал-фельдмаршала Шметтау.
C 1780 года вместе с матерью и сестрой (впоследствии княгиней Сальмской) проживал в Мюнстере. Учился в мюнстерской гимназии при католическом университете, основанном Францем фон Фюрстенбергом.
После возвращения матери в лоно католической церкви также стал католиком (в возрасте 17 лет, за что ему было отказано в месте при русском дворе); в 1792 году был послан родителями в Америку, где вскоре по прибытии заявил о желании стать священником и поступил в католическую семинарию в Балтиморе. Рукоположён Джоном Кэроллом в священный сан 16 марта 1795 года, приняв имя Августин Смит и став вторым священником, рукоположённым на американской земле.
Служил в миссии в городе Порт-Тобакко (штат Мэриленд), затем вернулся в Балтимор для работы среди католиков-эмигрантов из Германии. В 1799 году основал католическую церковь в местечке, названном им Лорето (штат Пенсильвания). После категорического отказа на требование русских властей вернуться в Россию и определиться в гвардейский полк, в который был записан, лишён российского подданства.
Неоднократно отвергал предложение принять епископский сан, в течение 40 лет служил сельским приходским священником под псевдонимом Смит; заложил основы традиционно сильного католического присутствия на западе Пенсильвании. Автор нескольких богословских сочинений, написанных в русле полемики с протестантизмом.
Дмитрий Дмитриевич Голицын скончался в основанном им поселении Лорето (Пенсильвания) 6 мая 1840 года.
Именем отца Голицына назван г. Галлицин (Gallitzin) в Пенсильвании, недалеко от Лорето. С 2005 г. в местной епархии идет процесс его беатификации; к настоящему времени присвоен статус слуги Божьего.